# Liste der Kulturgüter in Obergösgen
Die Liste der Kulturgüter in Obergösgen enthält alle Objekte in der Gemeinde Obergösgen im Kanton Solothurn, die gemäss der Haager Konvention zum Schutz von Kulturgut bei bewaffneten Konflikten, dem Bundesgesetz vom 20. Juni 2014 über den Schutz der Kulturgüter bei bewaffneten Konflikten sowie der Verordnung vom 29. Oktober 2014 über den Schutz der Kulturgüter bei bewaffneten Konflikten unter Schutz stehen.
Objekte der Kategorie A sind im Gemeindegebiet nicht ausgewiesen, Objekte der Kategorie B sind vollständig in der Liste enthalten, Objekte der Kategorie C fehlen zurzeit (Stand: 1. Januar 2023).

## Kulturgüter
| Foto |                                                                                        | Objekt                                                    | Kat. | Typ | Standort                          | Beschreibung |
| ---- | -------------------------------------------------------------------------------------- | --------------------------------------------------------- | ---- | --- | --------------------------------- | ------------ |
| BW   | Datei hochladen · Wikidata zu Hinterer Hardwald, eisenzeitliche Grabhügel (Q114949561) | Hinterer Hardwald, eisenzeitliche Grabhügel KGS-Nr.: 2014 | B    | F   | Hinterer Hardwald 638200 / 245980 |              |
| BW   | Datei hochladen · Wikidata zu Fröschenweiher, mittelalterliche Burgruine (Q114949774)  | Fröschenweiher, mittelalterliche Burgruine KGS-Nr.: 2278  | B    | F   | Fröschenweiher 639440 / 246355    |              |